# おやつカンパニー
株式会社おやつカンパニー（英: Oyatsu Company Ltd.）は、三重県津市に本社を置く日本の企業。ベビースターラーメンやカップラーメンなどを製造している。三重県のほか、北海道、長野、東京、九州をはじめとして地域限定商品も数多く販売している。
コーポレート・スローガンは「たっぷり、たのしい。」。

## 沿革
- 1948年（昭和23年）9月3日 - 松田産業有限会社として設立。
- 1955年（昭和30年） - 「味付中華麺」を発売。日清「チキンラーメン」より3年先行し、日本初のインスタントラーメンの一つとされる[注 1]。
- 1959年（昭和34年） - 「ベビーラーメン」を10円で発売開始。調理前の「味付中華麺」の製造工程で切れ端ができてしまいその切れ端をおやつにしたのが発端。
- 1973年（昭和48年） - 「ベビーラーメン」の商品名を、"おやつの星に"の意味を込めて「スター」の文字を入れ「ベビースターラーメン」に、また価格も20円に変更する。
- 1978年（昭和53年） - 「ベビースターカップラーメン」を発売。現在一般化しているミニサイズカップ麺の先駆けで、当初の価格は1個50円でCMでもうたわれた。そのまま食すこともできカップ麺として食べることもできた。
- 1980年（昭和55年） - 松田産業から食品部門を分社化し、松田食品株式会社を設立する。「ベビースターラーメン」の価格を30円に変更。
- 1988年（昭和63年） - 「ベビースターラーメン」をリニューアルし、「チキン味」「みそ味」「カレー味」の三種類を発売する。2代目マスコットキャラクター「ベイちゃん」登場。
- 1989年（平成元年） - 社長に創業家の松田好旦が就任[2]。
- 1993年（平成05年） - 株式会社おやつカンパニーに社名変更。
- 2007年（平成19年）
  - 「ベビースターラーメン」1袋の内容量を35 gから30 gへ変更。量を減らした実質的な値上げ。
  - フランスパンをチップス状にした「フランスパン工房」を発売。発売から品切れが続出し、2007年度ヒット商品の一つになった。また、同社としてもベビースターラーメン以来の主力商品となる。
- 2008年（平成20年） - 「ベビースターラーメン」1袋の内容量を30 gから23 gへ変更。
- 2009年（平成21年） - 「ベビースターラーメン」が前身の「ベビーラーメン」から通算で発売開始50周年を迎える。
- 2010年（平成22年） - 「ベビースターラーメン」が大幅リニューアル。CMに会長の井端昭雄、社長の松田好旦、専務（いずれも当時）が出演（一人ずつ出演するバージョンが製作され、いずれもKinKi Kidsと共演）。
- 2014年（平成26年）5月29日 -「ベビースターラーメン」の海外展開を目的として、米国の投資ファンド・カーライル・グループと資本業務提携[3][4][5]、創業家の松田一族ら経営陣は続投となった。
- 2016年（平成28年）
  - 12月13日 - 「ベビースターラーメン」シリーズの2代目マスコットキャラクターである「ベイちゃん」と「ビーちゃん」が当年をもって引退することを発表[6]。
  - 12月20日 - 「ベイちゃん」と「ビーちゃん」に替わる「ベビースターラーメン」シリーズの3代目キャラクターが発表された。名前については一般公募で決めることとなり、翌年1月31日に開催された『ベビースターキャラクター引継ぎ式』で『ホシオくん』に決まった[7][8]。
- 2019年（令和元年）07月20日 - 久居工場隣にテーマパーク「おやつタウン」開業[9][10][11]。当社前社長の松田がテーマパーク運営会社「おやつタウン」を設立し、社長に就任[9]。
- 2020年（令和02年）10月31日 - なんばパークス（大阪府大阪市浪速区）に「リトルおやつタウンNamba」を開業[12][13][14]。
- 2022年（令和04年）
  - 1月31日 -「リトルおやつタウンNamba」閉店[15]。
  - 12月2日 - カーライル・グループが株式会社おやつカンパニーの株式を、D Capital株式会社が管理・運営するファンドが全株式を保有するDC Joes1株式会社に株式譲渡[16]。
- 2023年（令和5年）6月1日 - DC Joes1株式会社が株式会社おやつカンパニーを吸収合併し、株式会社おやつカンパニーに社名変更[17]。

## 事業所

### 本社
- 三重県津市一志町田尻428-1

### 工場
- 久居工場・久居森工場
  - 三重県津市森町2234-1
- 井関工場
  - 三重県津市一志町井関1147-1

### 支店・営業所
- マーケティング本部・東京支店・広域支店
  - 東京都江東区東陽三丁目7番13号 ヒューリック木場ビル2階
- 中部支店
  - 愛知県名古屋市中区丸の内一丁目4番12号 アレックスビル5階
- 大阪支店
  - 大阪府大阪市中央区堀越町二丁目4番6号 堀越センタービル4階
- 北日本支店・北海道営業課
  - 北海道札幌市西区西野九条八丁目2-25 サンハイツC103
- 北日本支店・東北営業課
  - 宮城県仙台市泉区泉中央三丁目29番7号 ウィング2 1-3階
- 西日本支店・中四国営業課
  - 岡山県岡山市北区下石井一丁目1 アーバンオフィスビル204号
- 西日本支店・九州営業課
  - 福岡県福岡市博多区東光二丁目5番13号 第五平野ビル5階

### テーマパーク
2代目社長であった松田好旦が設立した「おやつタウン」が運営。また、おやつカンパニーの公式ウェブサイトにおいても「運営は別会社」と記載されている。
- おやつタウン
  - 三重県津市森町1945-11[2]

#### 過去
- リトルおやつタウン Namba（2020年10月 - 2022年1月）
  - 大阪市浪速区難波中 2-10-70 なんばパークス7階

## 主な商品
- ベビースターラーメン
- ベビースター焼そば（マヨネーズソース）
- ベビースターうどん（天ぷら）
- ベビースターラーメンビッグ
- ベビースタードデカイラーメン
- ベビースターラーメン丸
- フランスパン工房
- えびチップス
- ブタメン（ミニカップラーメン）
- ベビースターカップラーメン（ブタメンの廉価版。100円ショップを中心に販売）
- ベビースターうどん・そば（ミニカップめん）
- ベビースターラーメンおつまみ
- ベビースターぐるぐるもんじゃ
- ポテト丸（うすしお味）
- フレンチラスク
- 食べ方いろいろベビースター（大袋タイプ）
- 超超ドデカイラーメン（大袋タイプ）
- お肉派スナック
- ラスティータ
- 宅バル
- 素材市場 さばのスナック、いわしのスナック
- ポテモ
- くちどけ小路サクまろ
- BODY STAR
- おやつサプリ [18]

### 過去の製品
- カラカリベビースター
- ベビースター超堅麺
- ベビースターおはようヌードル（ホットシリアル）
- ベビースターおとなのラーメン
- ベビースターからあげスナック
- もろこし畑
- ベビースター超ワイド麺
- チビベビースター
- ベビースターチーズ丸
- ベビースターパンスティク
- フランスパン工房 パンdeショコラ
- フランスパン工房 チーズ・フランス
- ごぼうチップス
- 松茸チップス
- 極薄焼海老贅沢
- ベビースターチキンチップス
- ベビースターおとなのおつまみ
- コーン丸（焼きとうもろこし味）
- サクサクチー

ほか多数
なお、現在では製造されていないがかつて学校給食用の食材として全国で多く用いられた「ソフトめん」も松田産業時代の同社の製品である。

## マスコットキャラクター
- ベビーちゃん - ｢ベビースターラーメン｣の初代キャラクターとして1959年に登場した女の子。1988年まで使用された。長らく女の子に名前は設定されていなかったが、平成に入ってからベビーちゃんと命名された。引退後も初代の復刻版や期間限定商品（スパイシーチキン味など）のパッケージに登場している。
- ベイちゃん - ｢ベビースターラーメン｣シリーズの2代目キャラクターとして松田食品時代の1988年に登場した。ベイちゃんの登場に伴い、同商品のパッケージも一新された。東京都在住の（ず〜っと）10歳。好奇心が旺盛である。コスチュームは、お母さんのお手製。北は北海道から南は沖縄県まで一期一会を楽しみ、外国は中国からイタリアまでの麺ロードを走破しており宇宙旅行にも出かけている。[19]また、ベビースターラーメンの味によって服装が変わっている。しかし、2016年12月13日に同年をもって引退することが発表された[20]。2022年にビッグ細めんチキン味で期間限定で復活。
- ビーちゃん - 2000年に登場したベイちゃんの8歳の妹。同じく2016年をもって引退。
- ホシオくん - ｢ベビースターラーメン｣シリーズの3代目キャラクター。ベイちゃんとビーちゃんに替わって2017年から登場した。イラストレーターは「m&k」

## 広告展開
テレビCMではロゴは最後に表示されている。1993年に社名をおやつカンパニーに改称した以降は、ロゴとサウンドロゴが流されていた。ベビースターラーメンを表現し、白色の背景と当社のロゴ、コーポレート・スローガン、サウンドロゴが出る。サウンドロゴでは「♪おやつカンパニー」が流されている。なお、CMの最後にベビースターラーメンを表現しないで白色の背景とロゴ、サウンドロゴや背景を改めないで右下などにロゴとサウンドロゴが流されていた例もある。
2010年7月に放送された新ベビースターのCMでは、当社のロゴとサウンドロゴは流されていない。
テレビCMは東海地区（在名各局および三重テレビ放送、静岡県全域もエリアに含む）を中心に全国の民放局で放送されている。在京キー局でのスポットもまれに流している。
また、ラジオは在名民放局での親子劇場のスポットCMが中心。

## CM出演者
現在のCMは、公式サイトあるいは公式YouTubeチャンネルを参照。
現在
- 内田真礼（ベビースターラーメンおつまみ）

過去
- 三戸なつめ（ベビースターシリーズ）
- 逸ノ城駿（ベビースタードデカイラーメン）
- 竹達彩奈（ベビースターラーメン 柿の種ミックス）
- KinKi Kids（ベビースターシリーズ、リニューアル編）
- 友近（ブタメン、歌のお姉さん編・ラブストーリー編・ミニブタ編）
- 土肥ポン太（ブタメン、ラブストーリー編）
- 美輪明宏（フランスパン工房シリーズ）
- 江原啓之（フランスパン工房 パンdeショコラ、フランスパン工房 チーズ・フランス） - 美輪明宏と共演
- 愛川欽也（ベビースターラーメン、ベビースター カップラーメン）※オーケストラの指揮者の格好で出演。
- エマニエル・ルイス（ベビースターラーメン）
- 片岡鶴太郎（ベビースター カップラーメン・カップうどん きつね）
- 田代まさし（ベビースターラーメン）
- 片桐はいり（ベビースター超ワイド麺）
- 青木さやか（ベビースターおとなのラーメン）
- 杉田かおる（ベビースターおとなのラーメン）
- 地井武男（カラカリベビースター）※フクロウの着ぐるみを着けて出演。

ほか